# Kuurdak
Il kuurdak, o kuyrdak, è un piatto della cucina kazaka a base di frattaglie soffritte nel grasso del montone e condite con sale, cipolle e pepe, servito con del pane.
Se preparato alla maniera tradizionale, il kuurdak viene definito piatto nazionale del Kazakistan. Questo procedimento prevedeva la bollitura della carne (cammello, cavallo, capra o mucca) in un grande calderone con verdure e spezie. Verso la fine della cottura venivano inserite delle palline di impasto e l'intero animale veniva ricoperto di una salsa a base di verdure. Il piatto era servito su una grande quantità di riso cotto nei sughi della carne e posto al centro di un dastarkhān, la tradizionale stuoia attorno alla quale ci si sedeva a terra.
In passato, specifiche parti dell'animale venivano offerte a determinati commensali. Agli anziani veniva data la testa dell'animale, simbolo di saggezza, ai bambini le orecchie, affinché potessero ascoltare, e all'ospite d'onore gli occhi. Prima dell'inizio del pasto si teneva il bata, una cerimonia di ringraziamento durante la quale l'ospite augurava al resto della tavolata prosperità con le mani poste di fronte al suo viso. Dopo il suo discorso, l'ospite faceva scorrere le punte delle dita dalla fronte fin lungo il viso. Il gesto veniva ripetuto dagli altri commensali e ciò sanciva l'inizio del pasto.
A partire dal periodo sovietico, il kuurdak viene preparato in una maniera più semplice e le cerimonie di inizio pasto sono andate in disuso. Le carni tipicamente usate sono cavallo, pecora o mucca. Le interiora vengono tagliate a pezzi e bollite nell'olio. Il piatto viene condito con cipolle e pepe.